# Kassisaba

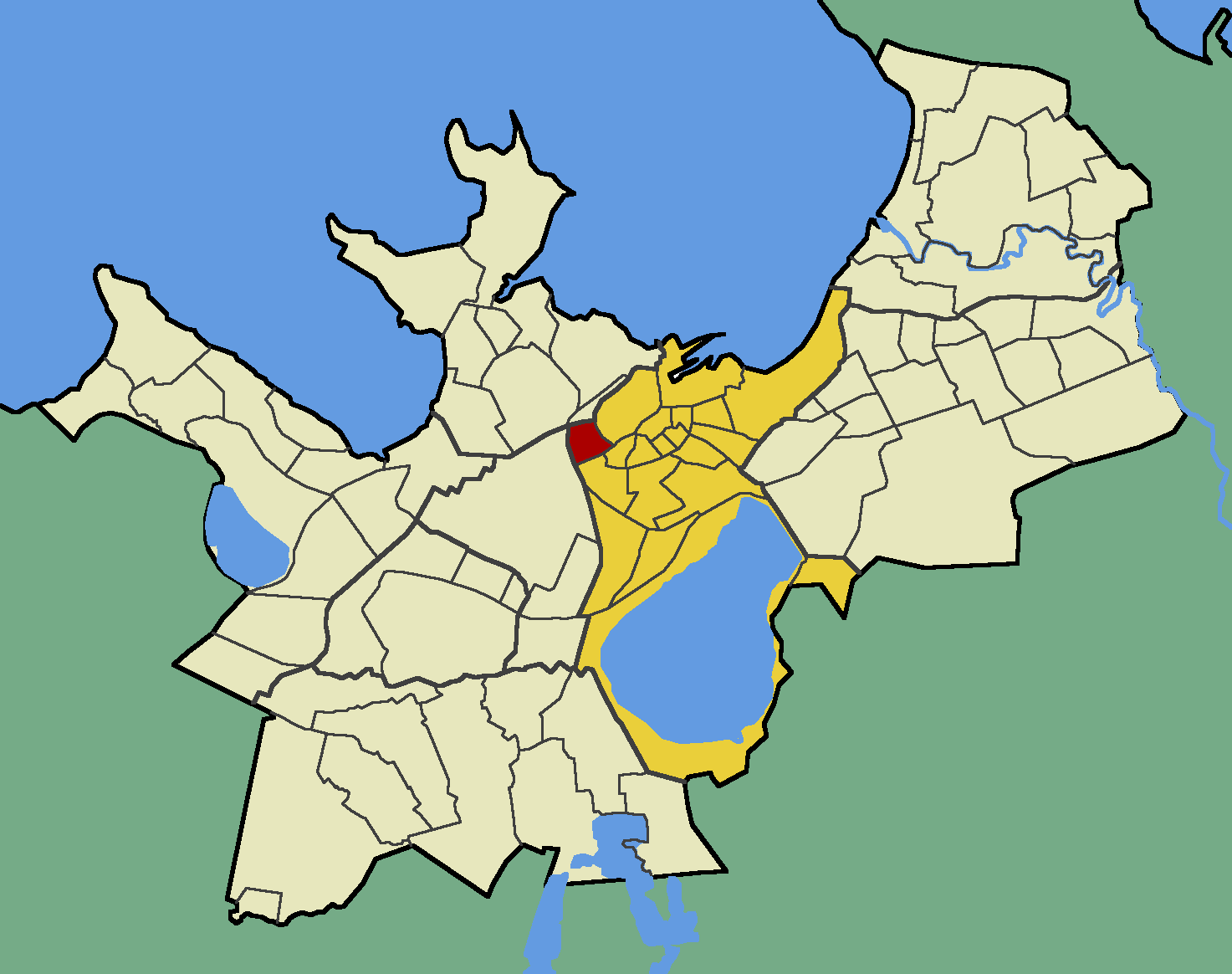
Der Bezirk Kassisaba (rot) im Tallinner Stadtteil Kesklinn (gelb)

Kassisaba (deutsch „Katzenschwanz“) ist ein Bezirk (estnisch asum) der estnischen Hauptstadt Tallinn. Er liegt im Stadtteil Kesklinn („Innenstadt“).

## Beschreibung und Geschichte

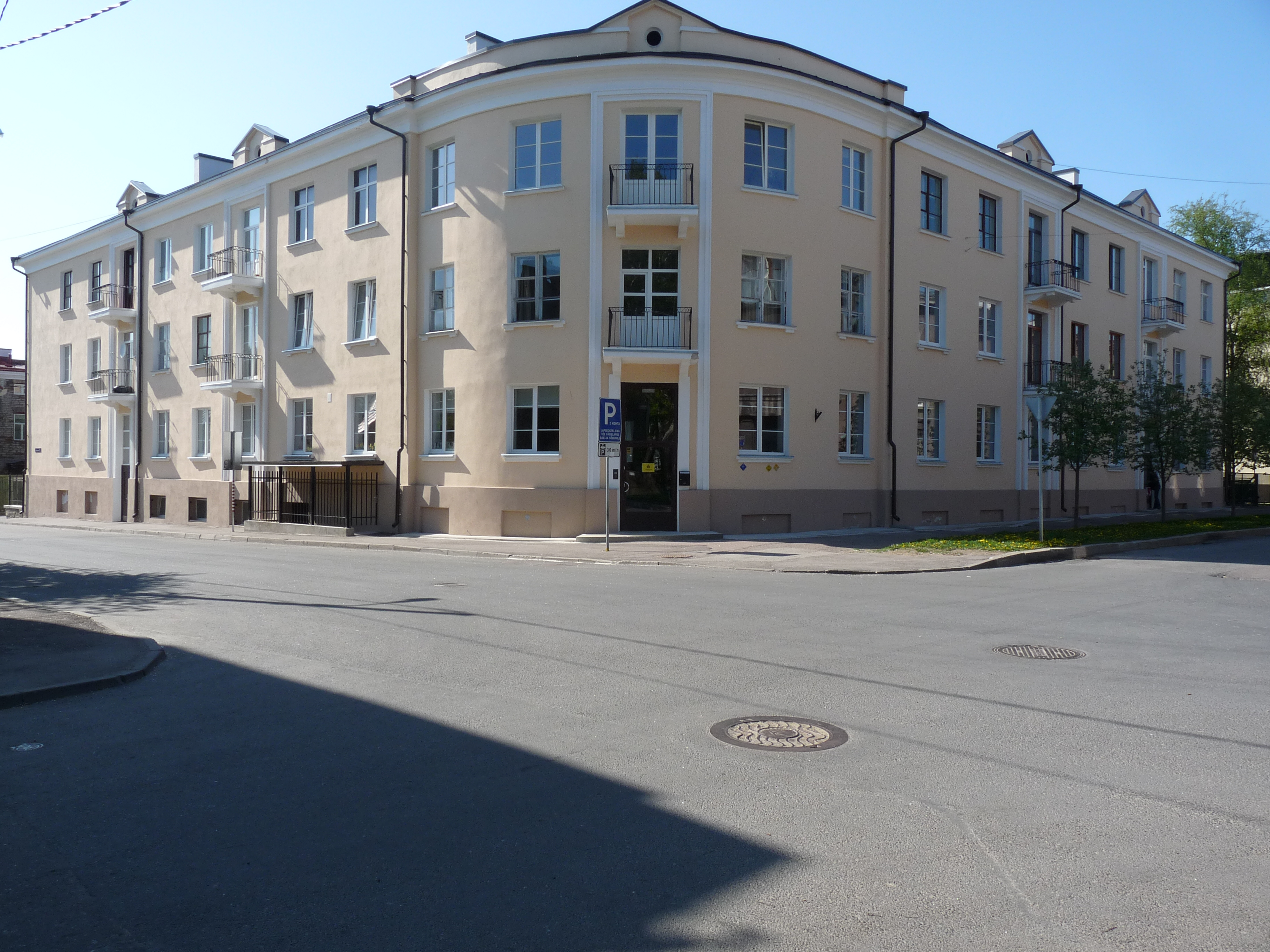
Wohnhaus in Kassisaba

Kassisaba hat 3.384 Einwohner (Stand 1. Mai 2010).
Im System der Tallinner Stadtbefestigung trugen die erhöhten, befestigten Eckpunkte der Schanzen den Namen Katze. Die von dort aus der Festung ausgehenden Wege hießen Katzenschwanz. Der Name des Areals wurde erstmals 1732 als offizielle Bezeichnung verwendet. Von 1348 bis 1870 gehörte Kassisaba als Vorstadt zum Tallinner Domberg und war dessen Recht unterworfen.
Im 17. Jahrhundert entstand ein Sommerhöfchen des lokalen Adels. 1792 war Louise von Steinheil dessen Eigentümerin; nach ihr wurde die Gegend auch Luisenthal genannt.
Von 1652 bis 1710 befand sich in Kassisaba ein Armenspital, das von der schwedischen Königin Christina ins Leben gerufen worden war. Ab 1705 diente es der schwedischen Armee als Militärkrankenhaus. Es wurde wahrscheinlich von russischen Truppen bei der Eroberung Tallinns in Brand gesteckt.
1725 wurde in Kassisaba die Armen- und Waisenschule (Toom-Vaestekool) der Tallinner Domgemeinde gegründet, die sowohl in deutscher als auch in estnischer Sprache unterrichtete. Ein neues Schulgebäude wurde 1867 gebaut. Die Schule blieb dort bis 1917.
Im 18. Jahrhundert wurden in der Gegend einfache, eingeschossige Holzhäuser mit angrenzenden Gärten errichtet. Von 1772 bis 1782 existierte eine berühmte Fayence-Manufaktur, die der aus Stralsund stammende Apotheker Carl Christian Fick gegründet hatte. Zu diesem Zweck hatte er Meister aus Deutschland, vornehmlich aus Kiel, angeworben. Grundmaterial für Ficks Fayencen war der einheimische bläuliche Ton, der mit importiertem weißen Ton vermischt wurde. Die Rohlinge wurden mit einer dicken weißen Zinnoxidglasur versehen und mit Muffelfarben bemalt.
Im 19. Jahrhundert war es der Oldermann Hans Heinrich Falck (1791–1874), der bedeutenden Anteil am Ausbau und der Verschönerung des Viertels hatte. Falck ließ Mitte des 19. Jahrhunderts unter anderem einen öffentlichen Park errichten. Die Grünanlage trägt seit 1989 zu seinen Ehren den Namen Falgi park.
Vor allem mit dem Bau der Eisenbahnstrecke vom Ostseehafen Paldiski nach Tallinn und der wachsenden Industrialisierung der estnischen Hauptstadt entstanden seit den 1870er Jahren immer mehr Wohnhäuser in Kassisaba. Ein Großteil der alten Holzhäuser blieb auch während der Zwischenkriegszeit erhalten.
Bei dem verheerenden Bombenangriff der sowjetischen Luftwaffe auf Tallinn im März 1944 wurden Teile Kassisabas zerstört. Dort entstanden während der sowjetischen Besetzung Estlands moderne Bauten im Stalin-Stil.

## Bilder

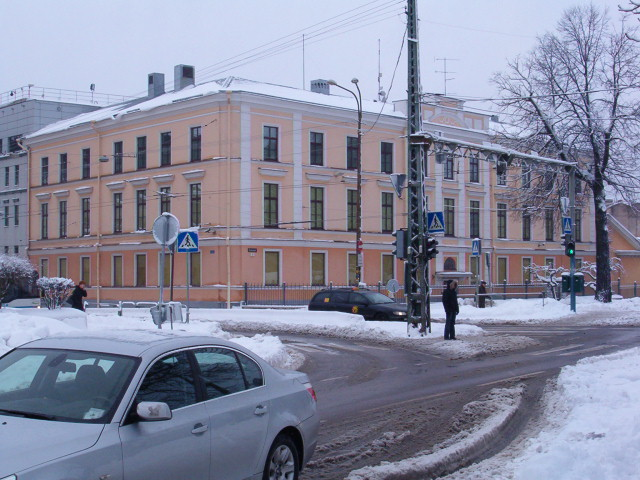
Hauptgebäude des estnischen Verfassungsschutzes Kaitsepolitseiamet
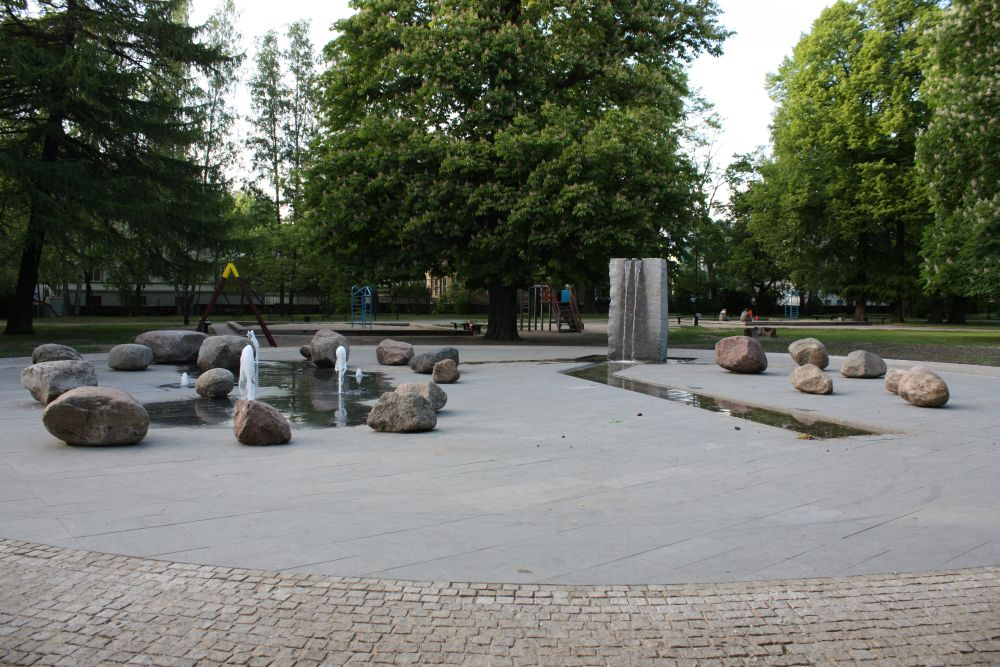
Die Grünanlage Falgi park
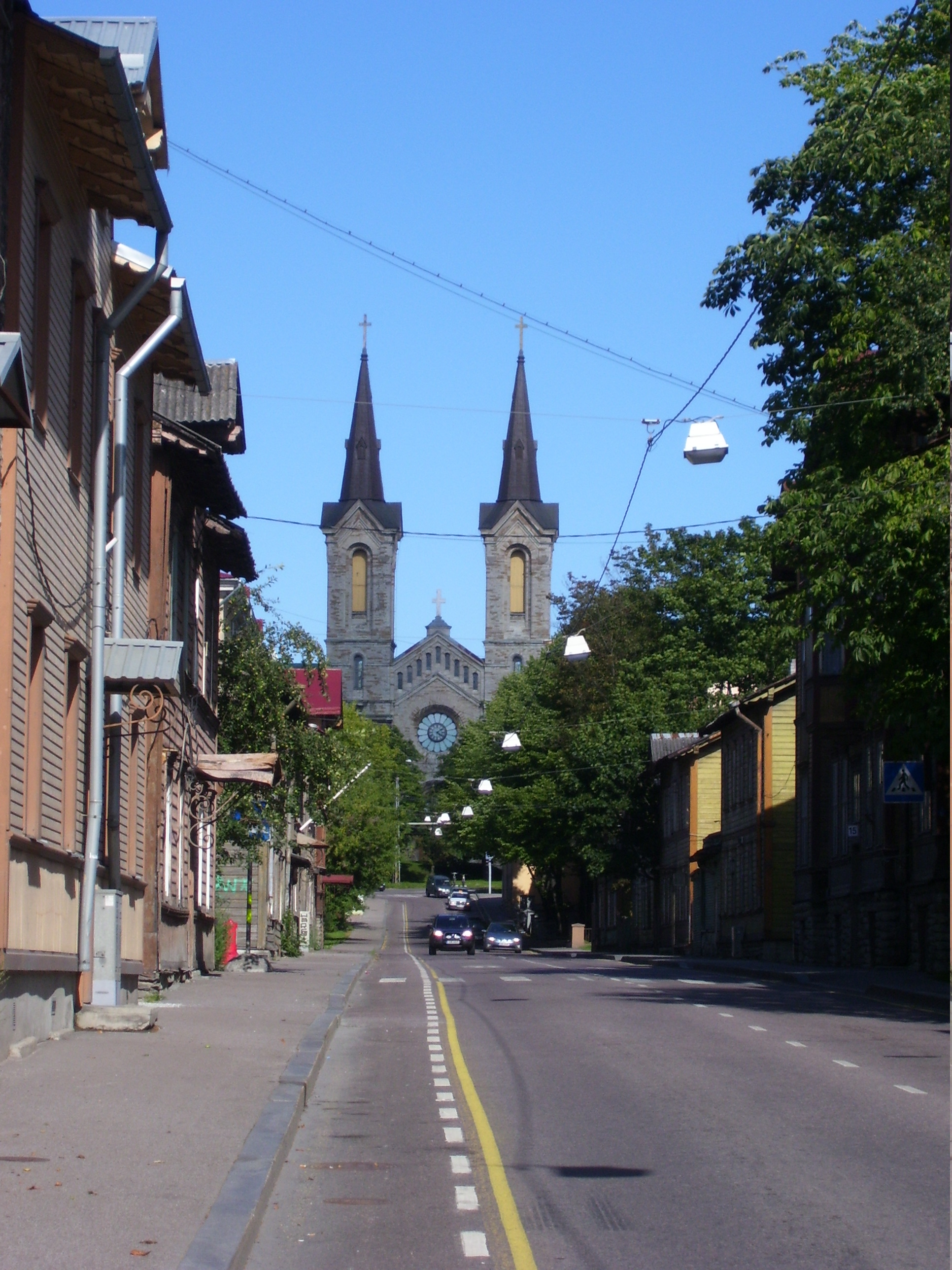
Blick auf die Karlskirche (Kaarli kirik)
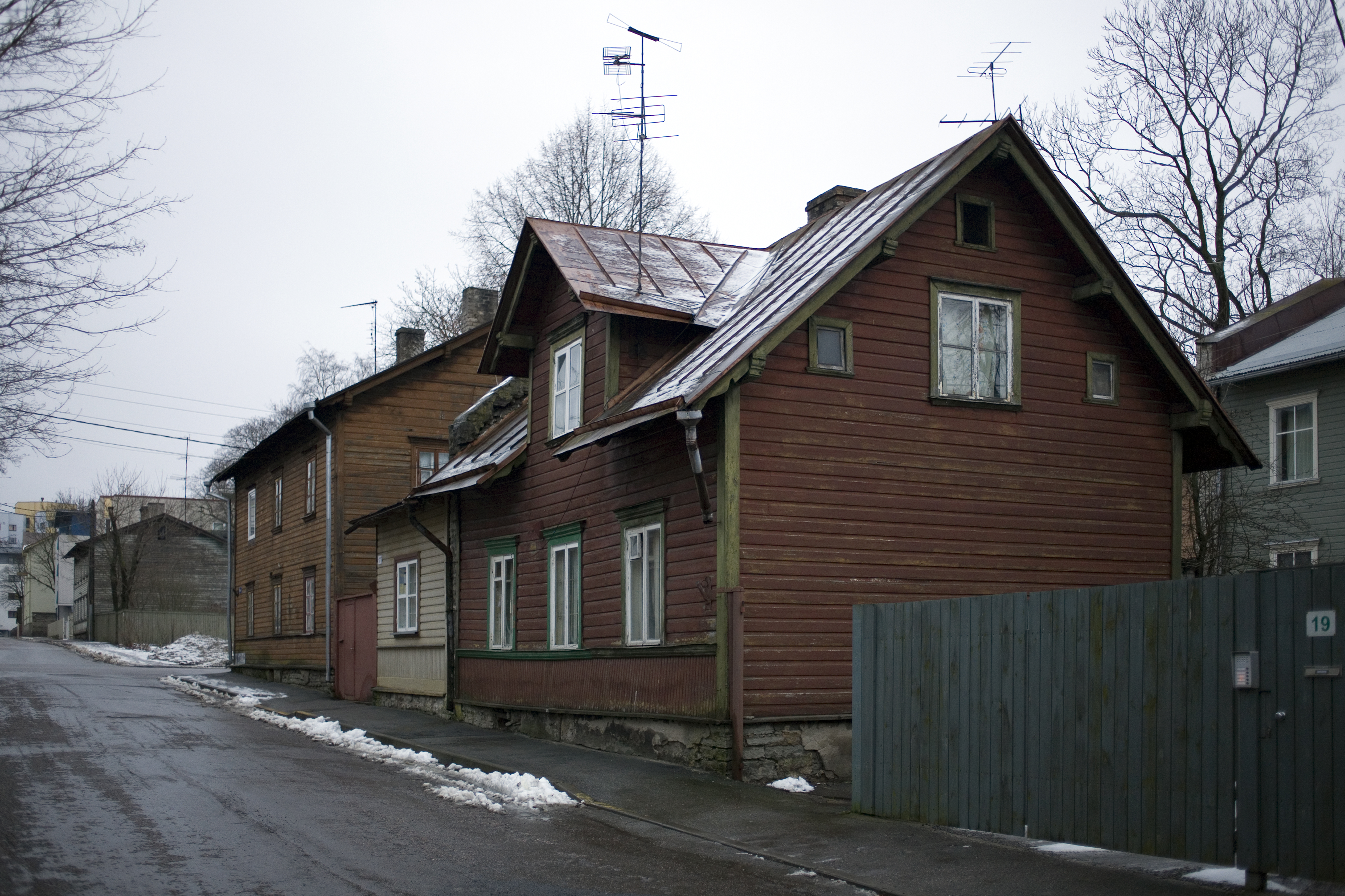
Holzhäuser in der Roopa-Straße
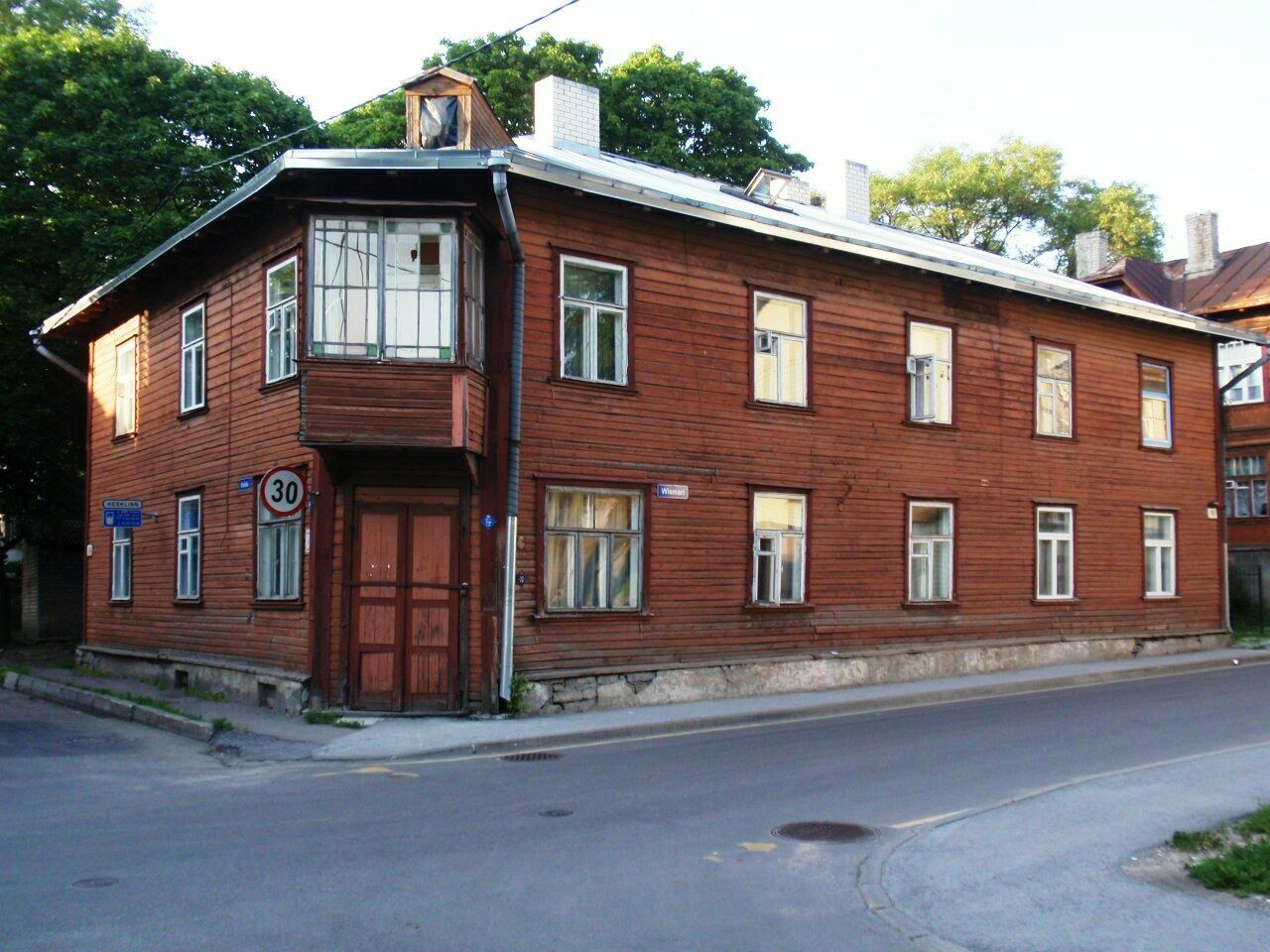
Holzhaus in der Wismari-Straße
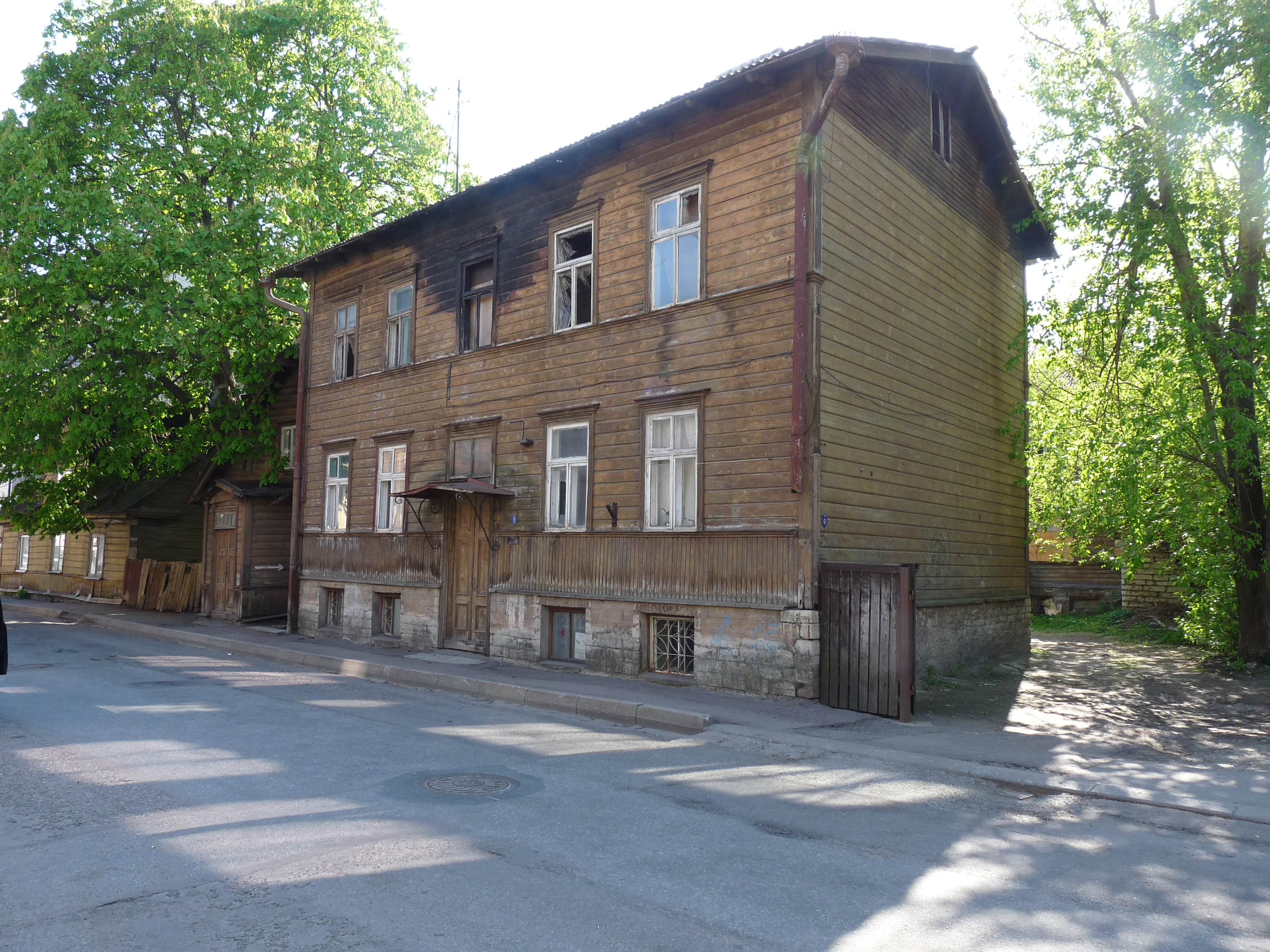
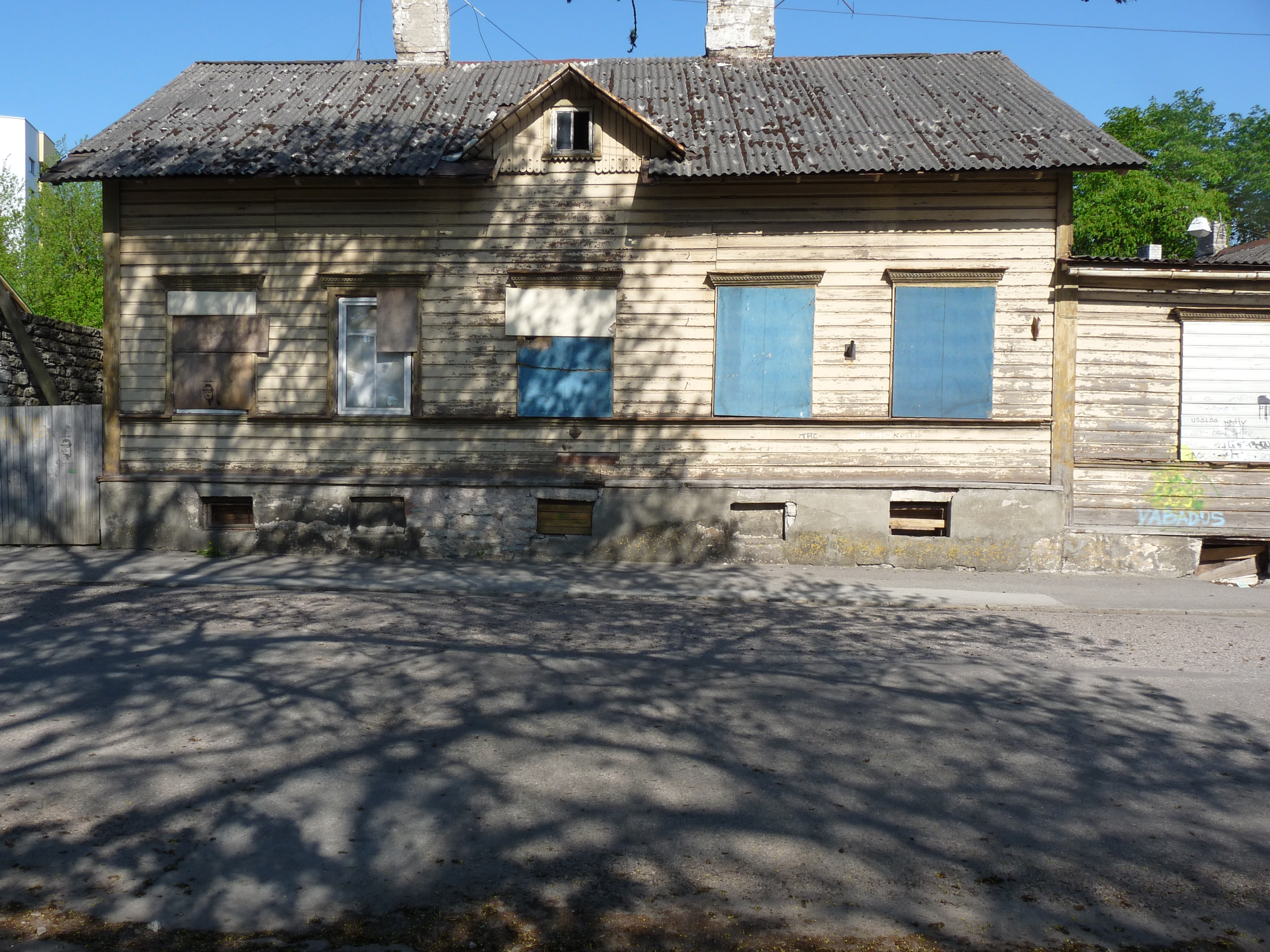
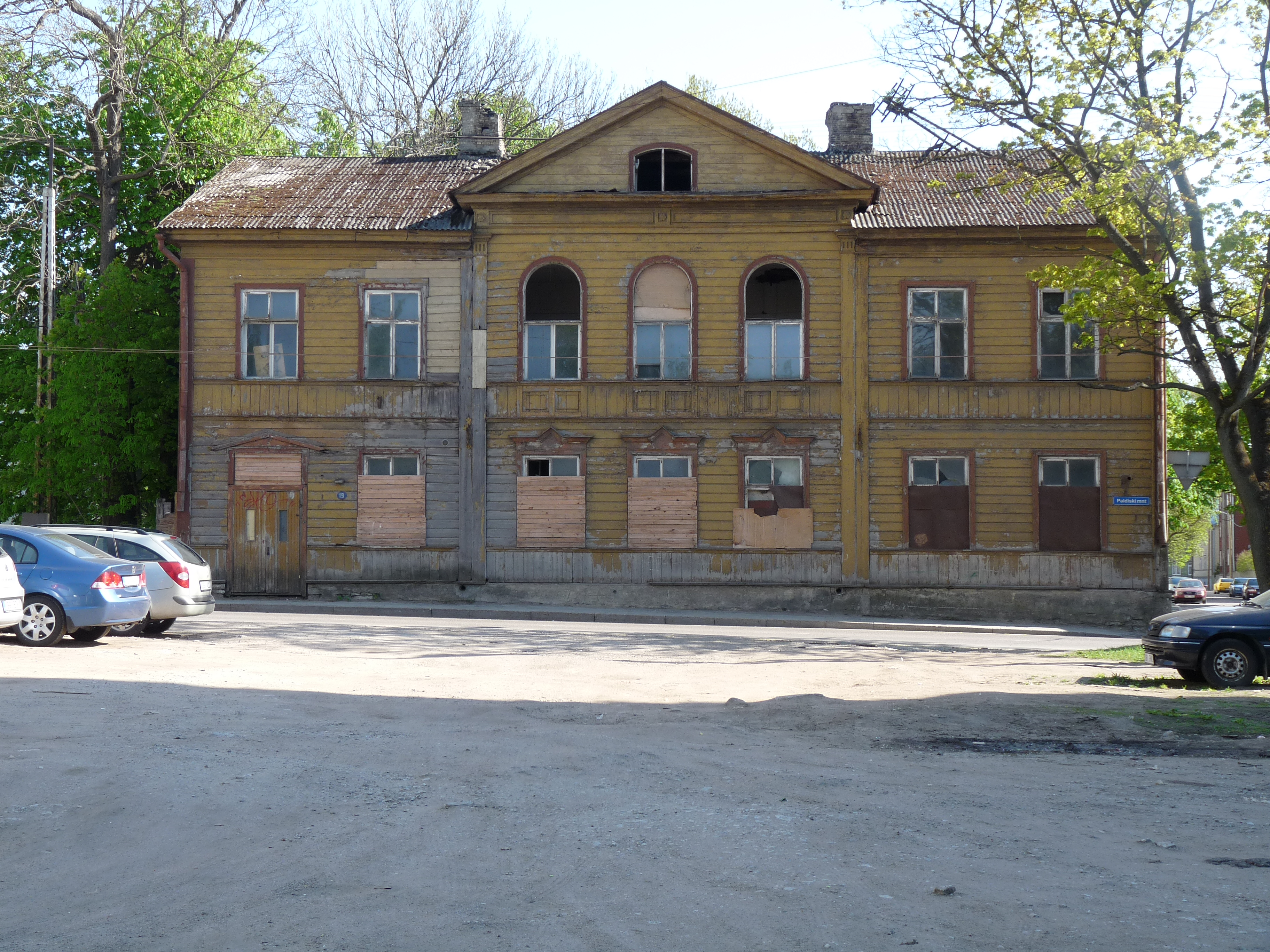